# Singularity University
Die Singularity Education Group, in der Öffentlichkeit bekannt als Singularity University oder SingularityU, ist ein US-amerikanisches Unternehmen, das Bildungsprogramme für Führungskräfte, ein Gründerzentrum und Innovationsberatung anbietet. Trotz seines Namens ist es keine Universität und vergibt keine anerkannten Abschlüsse. Der Name bezieht sich auf die Technologische Singularität, der Zeitpunkt, an dem künstliche Intelligenz menschliche Intelligenz übertreffen soll. Die Singularity University beschäftigt sich mit disruptiven Technologien wie Künstlicher Intelligenz, Robotik, autonomen Fahrzeugen und Biotechnologie.
Laut seiner Website ist die Mission des Unternehmens Führungskräfte auszubilden, zu befähigen und zu inspirieren, exponentielle Technologien zu nutzen, um die großen Herausforderungen der Menschheit zu lösen.

## Geschichte
Die Singularity University wurde 2008 von den Futuristen Peter Diamandis und Ray Kurzweil am NASA Research Park in Kalifornien gegründet. SingularityU wurde als Non-Profit-Organisation gegründet und bot zunächst ein jährliches 10-wöchiges Sommerprogramm namens Graduate Studies Program (GSP) an, das sich an Personen richtete, die verstehen wollten, wie sie Technologie nutzen können, um globale Herausforderungen zu bewältigen. Zu den ursprünglichen unternehmerischen Gründungspartnern und Sponsoren gehörten Google, Nokia, LinkedIn und weitere. 2012 wurde SingularityU von einem Non-Profit in eine Benefit Corporation umgewandelt. 2018 sammelte sie bei einer Finanzierungsrunde 32 Millionen US-Dollar ein. 2019 zog die SingularityU nach Santa Clara um. 